# 26-й Вирджинский пехотный полк
26-й Вирджинский пехотный полк (англ. The 26th Virginia Volunteer Infantry Regiment) — (пехотный полк), набранный в штате Вирджиния во время Гражданской войны в США.
Полк сражался почти исключительно в составе Северовирджинской армии и большую часть войны провёл под Чарльстоном.

## История
26-й Вирджинский пехотный полк был сформирован в мае и июне 1861 года. Его роты были набраны в округах Глостер, Кинг-энд-Куин и Матьюс. Полк был включён в бригаду Генри Уайза и в июне 1862 года насчитывал 424 рядовых и 31 офицера. Полк участвовал в Семидневной битве, а затем был переведён в департамент «Южная Каролина, Джорджия и Флорида». До весны 1864 года полк использовался для обороны Чарльстона, затем его вернули в Вирджинию, где он участвовал в обороне Петерсберга. О действиях полка в ходе второго сражения при Петерсберге командование докладывало так: «В 15:00 17 июня противник начал массированное наступление на позиции бригады Уайза и провёл мощную бомбардировку позиций этой бригады. Бой длился около часа, и противник был полностью отбит с тяжёлыми потерями. Основной удар пришёлся на 59-й и 26-й вирджинские полки. Поведение этих полков было выше всяких похвал. Их стрельба была точной и продуманной, и при поддержке артиллерии пехота внесла смятение в ряды противника, который дрогнул и обратился в бегство».
После сдачи Петерсберга полк отступал к Аппоматтоксу и потерял много людей в сражении при Сайлерс-Крик. На момент капитуляции Северовирджинской армии в полку оставалось 81 рядовой и 15 офицеров.